# Diargemus flavipes
Diargemus flavipes är en tvåvingeart som beskrevs av Kertesz 1916. Diargemus flavipes ingår i släktet Diargemus och familjen vapenflugor. Inga underarter finns listade i Catalogue of Life.